# سیارک ۱۸۷۳۹
سیارک ۱۸۷۳۹ (به انگلیسی: 18739 Larryhu، نامگذاری:1998SH79) هجده هزار و هفتصد و سی و نهمین سیارک کشف شده‌است که در ۲۶ سپتامبر ۱۹۹۸ کشف شد.
قدر مطلق سیارک برابر ۱۵.۵ است.